# Öxabäck
Öxabäck ist eine Ortschaft (tätort) in der schwedischen Provinz Västra Götalands län und der historischen Provinz Västergötland.
Der Ort ist vor allem für seine holzverarbeitende Industrie bekannt, aus Öxabäck stammen die Webstühle von Ulla Cyrus. Zudem ist der Ort Heimat des Vereins Öxabäck IF, der in der Frühzeit des schwedischen Frauenfußballs mit mehreren Meistertiteln und Pokalsiegen sowie als Heimatklub etlicher Nationalspielerinnen zu den bedeutendsten Klubs gehörte. Aufgrund finanzieller Probleme meldete sich die Mannschaft Ende 1999 vom Spielbetrieb ab.